# Zhengzhou Greenland Plaza
La Zhengzhou Greenland Plaza, anche chiamata Millennium Royal Plaza, dà yù mǐ (la grande mais), è un grattacielo situato a Zhengzhou, nella provincia Henan, in Cina. La costruzione è iniziata nel 2007 ed è stata ultimata nel 2012.

## Descrizione
Alto 280 metri e progettato dalla Skidmore, Owings & Merrill, l'edificio al suo completamento è stato il grattacielo più alto di Zhengzhou. Nel novembre 2016, al completamento della costruzione delle due torri gemelle del Zhengzhou Greenland Central Plaza è stato superato come edificio più alto, piazzandosi al secondo posto.
Per via della sua forma e dell'illuminazione gialla che lo caratterizza di notte, i locali spesso si riferiscono all'edificio come la pannocchia (in cinese 大玉米).